# Friedrich Forsthuber

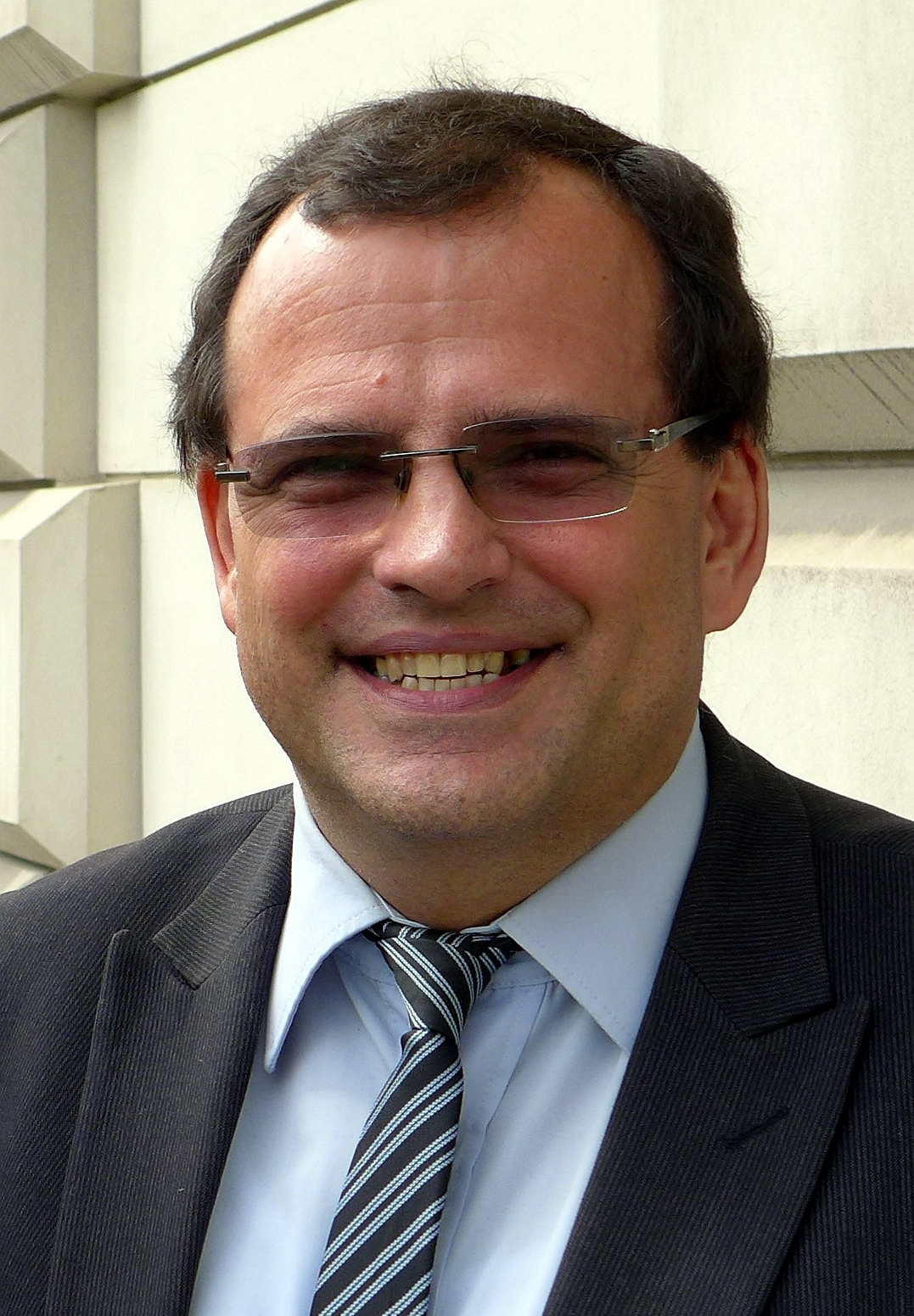
Friedrich Forsthuber, 2015

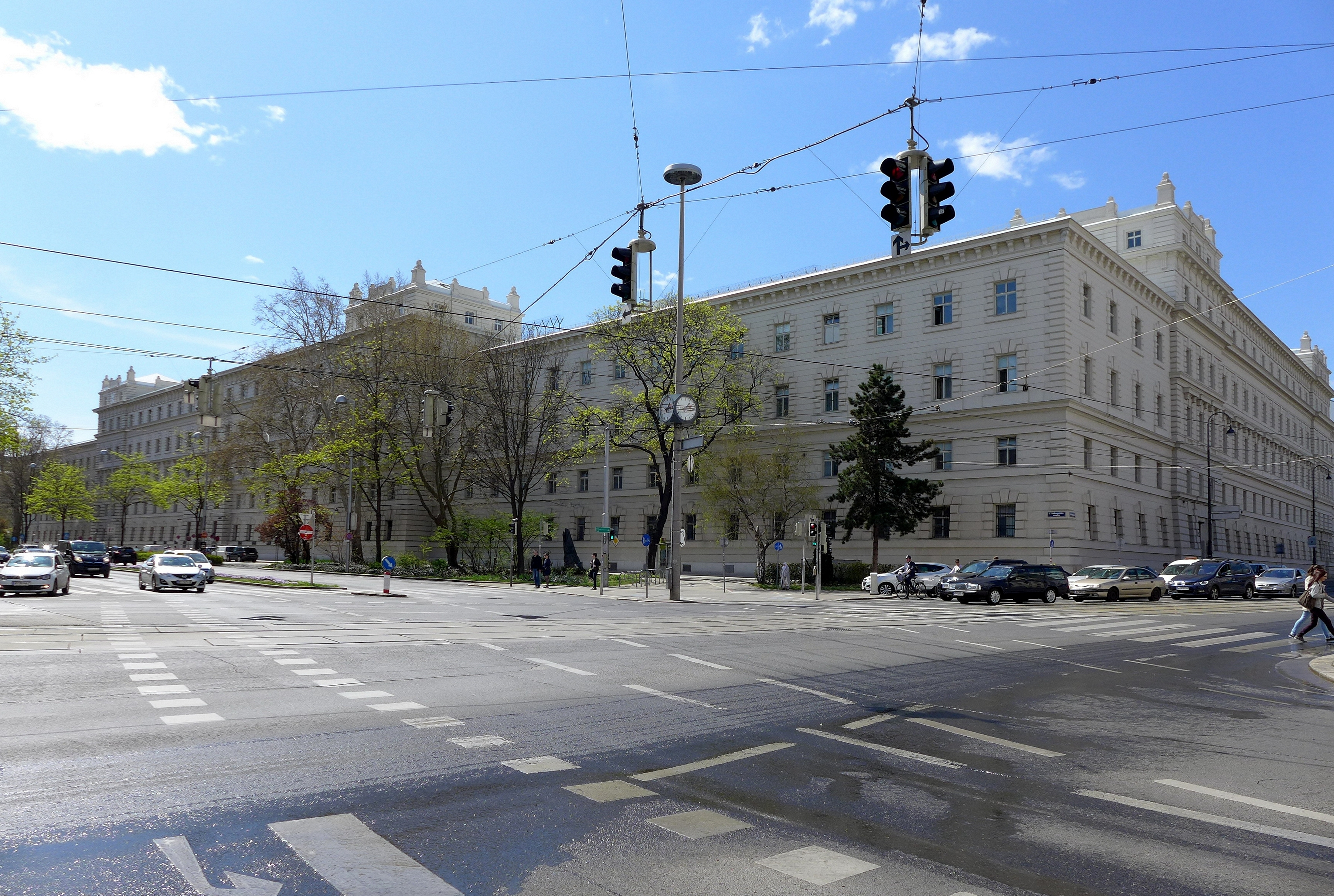
Landesgericht für Strafsachen Wien, das sogenannte „Landl“, 2015

Friedrich Forsthuber (* 25. September 1963 in Wien) ist ein österreichischer Jurist, Strafrichter und Präsident des Landesgerichtes für Strafsachen Wien.

## Leben und Wirken
Nach Absolvierung des rechtswissenschaftlichen Studiums an der Universität Wien und Ablegung der Richteramtsprüfung wurde Friedrich Forsthuber am 1. März 1990 zum Richter ernannt. Zunächst war er Familienrichter am Bezirksgericht Döbling, von 1. Mai 1991 bis 30. August 2005 Richter des Landesgerichtes für Strafsachen Wien (zu 50 Prozent Präsidialrichter) sowie vier Jahre lang Richter des Oberlandesgerichtes Wien (zu 75 Prozent in der Abteilung Innere Revision, zu 25 Prozent im Strafsenat).
Ab 1991 hatte er auch die Funktion des Mediensprechers des Landesgerichtes für Strafsachen Wien inne. Am 1. Jänner 2010 wurde er im Alter von 46 Jahren zum jüngsten Präsidenten in der Geschichte des Landesgerichtes für Strafsachen Wien ernannt, dem auch die Justizanstalt Wien Josefstadt angegliedert ist.
Das Landesgericht für Strafsachen Wien ist mit mehr als 70 Richtern das größte ordentliche Gericht Österreichs und behandelt insgesamt rund ein Drittel aller (landesgerichtlichen) Strafverfahren in Österreich.
Seit 2010 ist Friedrich Forsthuber Obmann der Fachgruppe Strafrecht in der Vereinigung der österreichischen Richterinnen und Richter.
Als Richter ist Friedrich Forsthuber in Geschworenenverfahren tätig und zuständig für in Österreich getroffene Entscheidungen nach dem Aufhebungs- und Rehabilitierungsgesetz 2011. So fasste er am 4. Oktober 2013 den Beschluss auf Rehabilitierung des österreichischen Widerstandskämpfers Karl Fischer, in dem festgestellt wurde, „dass die gegen diesen ergangenen Urteile wegen des Verbrechens des Hochverrates aus dem Jahr 1937 rückwirkend als nicht erfolgt gelten“.

### Initiativen und Kooperationen
Das Landesgericht für Strafsachen Wien hat durch seinen großen Zuständigkeitsbereich und seine Geschichte einen bedeutenden Stellenwert innerhalb des österreichischen Gerichtswesens. Forsthuber betreibt vor diesem Hintergrund intensive Öffentlichkeitsarbeit.
Im Rahmen seiner präsidialen Funktion organisierte er im Landesgericht für Strafsachen Wien verschiedene Ausstellungen und Veranstaltungsreihen. Im Jahr 2012 kuratierte Fortsthuber im Landesgericht für Strafsachen Wien eine Ausstellung und Veranstaltungsreihe zum Thema Die Geschichte des Grauen Hauses und die österreichische Strafgerichtsbarkeit. Eine weitere von ihm gemeinsam mit Tal Adler und Karin Schneider durchgeführte Veranstaltungsreihe und Ausstellung zum Thema Cases Reopened: acht Fälle, acht Fotos fand im Herbst 2013 im Landesgericht für Strafsachen statt.
Zu der vom Bezirksmuseum Josefstadt in Kooperation mit Friedrich Forsthuber und dem Landesgericht für Strafsachen Wien von 15. Mai bis 26. Oktober 2014 veranstalteten Ausstellung 175 Jahre Gerichtsbarkeit in der Josefstadt erschien auch ein Katalog mit gleichem Titel.
In Zusammenarbeit mit dem Dschungel Wien – Theaterhaus für junges Publikum, Töchter der Kunst/Q-PRO und dem Landesgericht für Strafsachen Wien zeigte die Theatergruppe werk89 im Herbst 2014 auf Initiative Forsthubers in vier Vorstellungen im Großen Schwurgerichtssaal des Landesgerichts ein Stück, in dem – angelehnt an die Widerstandsgruppe Die weiße Rose – die Zivilcourage einer Jusstudentin auf die Probe gestellt wird: Name: Sophie Scholl von Rike Reiniger. Forsthuber kooperiert auch mit dem Wiener theaterfink im Rahmen dessen Produktionsserie „Kriminalschrammeln“.
Ende Jänner 2015 wurden an der Außenfassade des Wiener Straflandesgerichtes zehn Zeittafeln angebracht, die an die wechselvolle Geschichte des „Grauen Hauses“ und die Strafgerichtsbarkeit von 1839 bis in die Gegenwart erinnern. Sie wurden von Friedrich Forsthuber gemeinsam mit dem damaligen Justizminister Wolfgang Brandstetter im Beisein des damaligen Kulturministers Josef Ostermayer der Öffentlichkeit präsentiert. Die Tafeln erinnern auch an die Gräuel des NS-Regimes und die Abschaffung der Todesstrafe in Österreich.

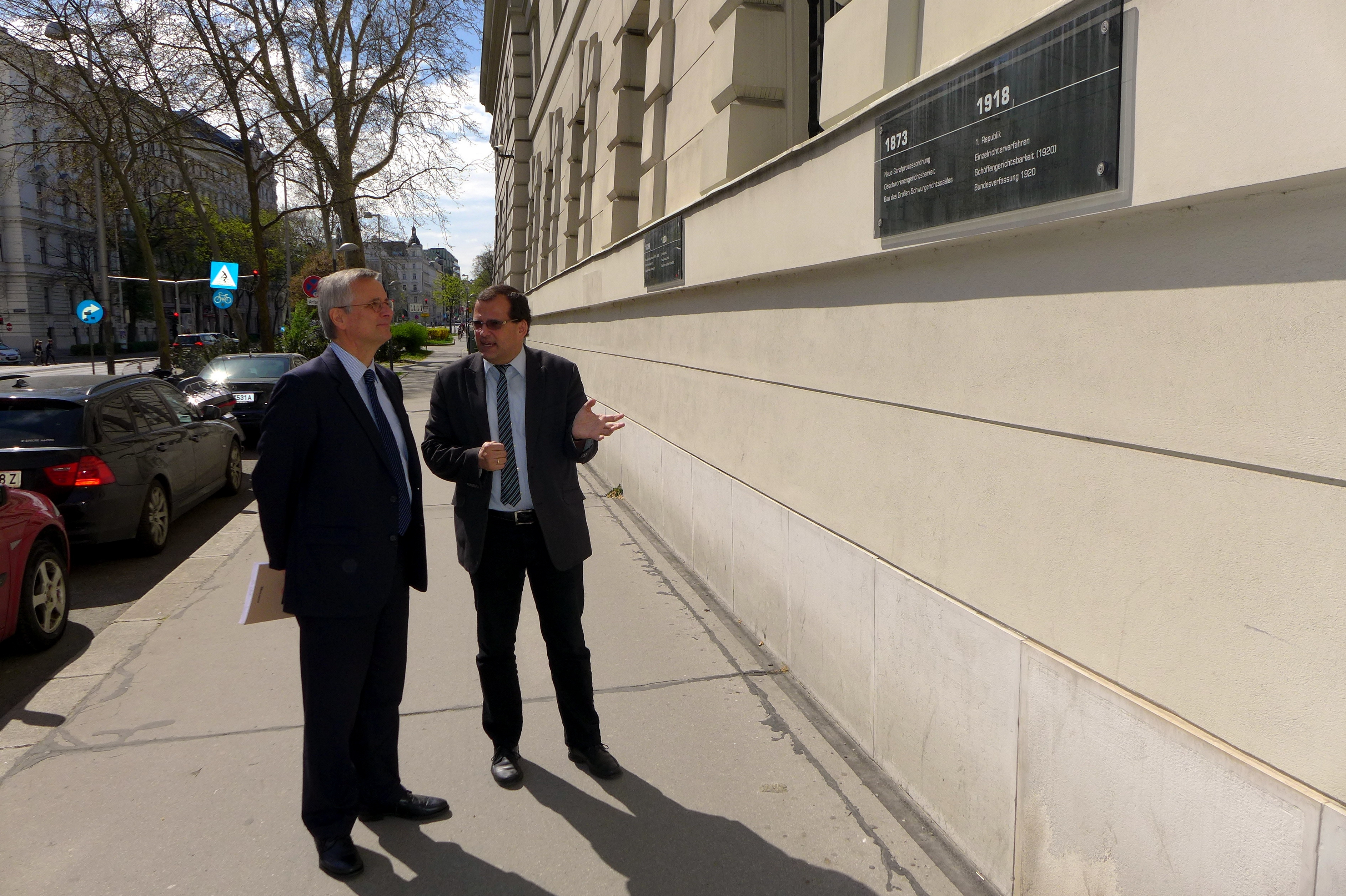
Friedrich Forsthuber und Detlev Rünger vor einer Gedenktafel am Landesgericht für Strafsachen Wien, 2015

Zur Erinnerung an alle Opfer der NS-Justiz wurde auf Initiative Forsthubers vor dem Landesgericht für Strafsachen Wien ein Mahnmal errichtet und am 21. April 2015 enthüllt.
Aus Anlass des 90. Jahrestages des Wiener Justizpalastbrandes am 15. Juli 2017 stellte der ORF für seine „Menschen & Mächte“-Doku „Republik in Flammen“ den Schattendorf-Prozess nach. Teile der Dreharbeiten fanden am Originalschauplatz, im Großen Schwurgerichtssaal des Wiener Straflandesgerichtes, statt. Die Rollen von Richter, Staatsanwalt und Verteidiger übernahmen einige von Österreichs Top-Juristen, darunter auch Friedrich Forsthuber.
Forsthuber ist Obmann des am 22. Dezember 2017 gegründeten und seit 18. Jänner 2018 eingetragenen gemeinnützigen Vereins Justizgeschichte und Rechtsstaat, der sich laut seinen Vereinsstatuten zum Ziel setzt, den Wert des Rechtsstaats als Garant für die geschützte Ausübung der Menschen- und Freiheitsrechte erfahrbar zu machen sowie allen Altersgruppen und Gesellschaftsschichten die Bedeutung rechtsstaatlicher Garantien und Institutionen anschaulich nahezubringen. Immer wieder veranstaltet er auch persönlich historische Gruppenführungen durch das Landesgericht für Strafsachen Wien.

## Ehrungen und Auszeichnungen
- 2018: Ritter des Päpstlichen Silvesterordens[15]
- 2019: Rosa-Jochmann-Plakette des Bundes Sozialdemokratischer Freiheitskämpfer/innen, Opfer des Faschismus und aktiver Antifaschist/inn/en[16]
- 2019: Ludwig-Steiner-Medaille der ÖVP-Kameradschaft der politisch Verfolgten und Bekenner für Österreich[16]

## Schriften
- Das Geschworenengericht – Bereicherung oder Bürde des Rechtsstaates. In: Österreichische Juristenzeitung (ÖJZ) 2009/108.
- mit Erika Pieler: Archäologischer Kulturgüterschutz und das Strafrecht. In: Richterzeitung (RZ) 2013, 130.
- (Hrsg.): Die Geschichte des Grauen Hauses und der österreichischen Strafgerichtsbarkeit. Bibliotheksverein im Landesgericht für Strafsachen Wien, Wien 2012.
- Glosse zur Entscheidung des OGH, 7. Mai 2009, 13 Os 37/09d, „Grundrechtsbeschwerde“. In: Juristische Blätter (JBl) 2010, 259.
- mit Ursula Schwarz und Pablo Farassat (Hrsg.): Zeittafeln – Justizgeschichte. Die Geschichte des Grauen Hauses und der österreichischen Strafgerichtsbarkeit. 2. Auflage, Landesgericht für Strafsachen Wien, Wien 2015.
- mit Ilse Reiter-Zatloukal (Hrsg.): Die Wiener Landesgerichtspräsidenten 1850–1945. Bundesministerium für Justiz, Wien 2024, ISBN 978-3-200-09900-5.